# Mobles 114
Mobles 114 Barcelona és un fabricant de mobiliari contemporani. Ha obtingut el Premi Nacional de Disseny 2001. i el Premi de la Cambra de Comerç de Barcelona a la qualitat de Disseny en l'Empresa 2001

## Història
Empresa fundada el 1973 per Josep Maria Massana, Josep Maria Tremoleda i Mariano Ferrer, dissenyadors industrials formats a l'Escola Massana i a l'Escola Eina. En els primers anys, Mobles 114 era una botiga de “mobles i objectes per a la casa” al carrer d'Enric Granados nº 114 de Barcelona. S'hi presentava una selecció de productes diferenciats per la seva qualitat de disseny, que aportaven una visió nova i particular de l'equipament per un interiorisme amable, divers i eclèctic a la recerca d'una proposta contemporània. Mobles de disseny propi, del mercat i també d'altres recuperats de diversos sectors industrials. Ja en aquests primers anys, s'incorporen a la selecció de Mobles 114 els primers productes d'edició pròpia com el llum GIRA 1978 o la prestatgeria TRIA 1978, produïts i distribuïts també en el mercat, amb què l'Empresa inicia un llarg itinerari de més de 40 anys com a editora de mobles.